# Kaja Paschalska (album)
Kaja Paschalska è l'album di debutto eponimo della cantante polacca Kaja Paschalska, pubblicato il 2 luglio 2001 su etichetta discografica Magic Records.

## Tracce
1. Przyjaciel od zaraz – 3:56
2. Tylko Ty – 3:39
3. Ten stan – 3:48
4. Dla mamy – 3:47
5. Monday Monday – 4:17
6. W duszy masz klucz – 3:23
7. ? – 4:28
8. Wiatru brak – 3:30
9. Niewidzialna – 2:56
10. Za sobą – 3:09
11. Picture of a Lion – 3:49
12. Trust in Yourself – 3:25
13. Only You – 3:37

## Classifiche
| Classifica (2001) | Posizione massima |
| ----------------- | ----------------- |
| Polonia           | 22                |